# RECESS
『RECESS』（リーセス）は、1984年3月1日に発売された早見優の5枚目のオリジナルアルバム。発売元はトーラスレコード。規格品番は、LP:28TR-2036 / CT:28TT-1036 / CD:TACX-2462。

## 解説
タイトルの『RECESS』とは "(授業と授業の間の) 休み時間" のことで、早見自身が付けたものである。
8枚目のシングル「抱いてマイ・ラブ」を含む全10曲が収録されている。
2012年に、本アルバムを含むオリジナル・アルバムを全て収めたCD-BOX『Thank YU〜30th Anniversary Special Box〜』が発売された際には、シングル「誘惑光線・クラッ!」「Me☆セーラーマン」のA・B面曲などのボーナス・トラックが追加され『RECESS+5』として収録された。

## 収録曲

### LP・CT

#### Side A〈Bad Girl Side〉
1. Mermaid 1984
作詞：松本一起 / 作曲・編曲：茂木由多加
2. 真夏のJealousy
作詞：松本一起 / 作曲・編曲：茂木由多加
3. い・き・な・り ロックンローラー
作詞・作曲：John Stanley / 編曲：茂木由多加
4. 渚にCome Rain
作詞：松本一起 / 作曲：John Stanley / 編曲：茂木由多加
5. 抱いてマイ・ラブ
作詞：松本一起 / 作曲：John Stanley / 編曲：茂木由多加

#### Side B〈Good Girl Side〉
1. 気まぐれボーイハント
作詞：園部和範 / 作曲：小田裕一郎 / 編曲：大村雅朗
2. ポップコーン・アイランド
作詞：園部和範 / 作曲：小田裕一郎 / 編曲：大村雅朗
3. BLUE GIRL
作詞：JIM & SHOW / 作曲：小田裕一郎 / 編曲：大村雅朗
4. Wonder らぶ for ゆー
作詞：JIM & SHOW / 作曲：小田裕一郎 / 編曲：大村雅朗
5. THE LETTER
作詞・作曲：John Stanley / 編曲：大村雅朗

### CD
1. Mermaid 1984
2. 真夏のJealousy
3. い・き・な・り ロックンローラー
4. 渚にCome Rain
5. 抱いてマイ・ラブ
6. 気まぐれボーイハント
7. ポップコーン・アイランド
8. BLUE GIRL
9. Wonder らぶ for ゆー
10. THE LETTER

### 『RECESS+5』
1. Mermaid 1984
2. 真夏のJealousy
3. い・き・な・り ロックンローラー
4. 渚にCome Rain
5. 抱いてマイ・ラブ
6. 気まぐれボーイハント
7. ポップコーン・アイランド
8. BLUE GIRL
9. Wonder らぶ for ゆー
10. THE LETTER
[Bonus Track]
11. 誘惑光線・クラッ!
作詞：松本隆 / 作曲：筒美京平 / 編曲：大村雅朗
12. 緑色のラグーン
作詞：松本隆 / 作曲：筒美京平 / 編曲：大村雅朗
13. Me☆セーラーマン
作詞：三浦徳子 / 作曲：林哲司 / 編曲：茂木由多加
14. ビューティフル ライバル
作詞：薄木麻子 / 補作詞：Jun＆Jim / 作曲：小田裕一郎 / 編曲：大谷和夫
15. YOUのミニ・ストーリー "ジョナスとミリア" (前編)